# Вильбоа, Константин Петрович
Константин Петрович Вильбоа (17 (29) мая 1817, Петербург — 4 (16) июля 1882, Варшава) — российский композитор и дирижёр.

## Биография
Происходил из обрусевшего французского рода Вильбуа (фр. Villebois), праправнук вице-адмирала Никиты Вильбоа. Родился в семье подполковника Петра Ивановича Вильбоа (1793—1825). Окончил кадетский корпус[какой?] и большую часть жизни состоял на военной службе, музыку изучал самостоятельно и систематического музыкального образования не получил; как отмечал Н. Ф. Соловьёв, «скудость средств, заставлявшая В. посвящать свое время службе, и недостаточная теоретическая подготовка были причиной того, что Вильбоа не развил своего таланта и дальше дилетантизма не пошел». В кадетском корпусе был регентом хора, в 1853—1854 гг. руководил хором Павловского полка. В этот же период Вильбоа сблизился с М. И. Глинкой, занимаясь фортепианными переложениями его сочинений; Глинка, однако, в конце концов счёл переложения Вильбоа неквалифицированными, а его поведение бестактным, и в 1855 г. разорвал с ним отношения. К середине 1850-х гг. относится знакомство Вильбоа с Александром Островским, вместе с ним и В. П. Энгельгардтом Вильбоа записывал в Поволжье музыкальный фольклор; сборник народных песен по материалам этой поездки издан в 1860 г. В 1861 г. написал оперу «Наташа, или Волжские разбойники», поставленную под его собственным руководством в Москве и в 1863 г. в обновлённой версии в Санкт-Петербурге (в бенефис Дарьи Леоновой).
В сентябре 1864 года стал преподавать пение в 6-й Санкт-Петербургской гимназии.
После переезда в Харьков, исполнял обязанности дирижёра в Харьковском театре и преподавателя музыки в Харьковском университете. С 1867 года на службе в Варшаве.
Первая опера Вильбоа встретила отрицательную оценку профессионального музыкального сообщества (см., напр., отзыв П. Веймарна в русском издании Словаря Римана) как незрелое и дилетантское сочинение, запоздалое подражание Глинке. Две другие оперы Вильбоа, «Тарас Бульба» и «Цыганка», остались незавершёнными. Однако среди примерно 150 небольших вокальных сочинений, написанных им, многие пользовались во второй половине XIX века широкой популярностью — особенно дуэт «Моряки» («Нелюдимо наше море…»; 1872) на слова Николая Языкова (стихотворение «Пловец», 1829); в советской литературе было принято подчёркивать, что этот дуэт в юности часто пел вместе с сестрой Ольгой В. И. Ленин, этот дуэт также вызвал к жизни стихотворение Евгения Харитонова «Вильбоа».